# Karel Hartmann
Pour les articles homonymes, voir Hartmann.
Dr. Karel Hartmann (né en 1885 à Příbram en Autriche-Hongrie, aujourd'hui en République tchèque - mort le 16 octobre 1944 au camp de concentration d'Auschwitz en Pologne) était un joueur de hockey sur glace professionnel tchécoslovaque. Il est médaillé olympique en 1920, en terminant à la 3e place avec son pays.

## Carrière
Au cours de sa carrière, il a joué au ČSS Praha mais est surtout connu pour avoir joué au sein de l'équipe de Tchécoslovaquie qui remporte la médaille de bronze au tournoi de hockey en 1920 à Anvers. Il fait alors partie de la première équipe participant à une compétition officielle et perd contre les Falcons de Winnipeg représentants du Canada sur la marque de 15 buts à 0. Le second match est également soldé par une défaite de son pays avec une défaite 16-0 contre l'équipe des États-Unis. La première victoire de l'équipe vient contre les Suédois. La Tchécoslovaquie remporte le match 1 but à 0, but inscrit par Josef Šroubek.
Il participe par la suite à quatre éditions du championnat d'Europe. Lors de l'édition de 1921, seulement deux équipes participent et il remporte la médaille d'argent. En 1922, il prend la place de Paul Loicq en tant que vice-président de la Fédération internationale de hockey sur glace.
La même année, lors de l'édition de 1922 du championnat d'Europe, Hartmann aide son équipe à remporter la médaille d'or, son équipe remportant les deux matchs joués,. En 1923, son club arrête ses activités et il rejoint alors l'AC Sparta Praha. Il joue encore une fois le championnat d'Europe de 1923 et remporte cette fois la médaille de bronze. Il est également cette année-là président de la Fédération de République tchèque de hockey sur glace, la Český svaz ledního hokeje.
Bien que né de parents juifs et converti au christianisme, Karel Hartmann est fait prisonnier avec sa famille par les nazis lors de l'occupation de la Tchécoslovaquie par les Allemands. Ils sont déportés aux camp de concentration  de Theresienstadt en juillet 1942 avant d’être transféré, le 16 octobre 1944, au Camp de concentration d'Auschwitz. Karel Hartmann et sa femme seraient morts le jour même. Leurs deux enfants ont eux survécu et ont émigré à la fin de la guerre aux États-Unis d'Amérique.